# Talmej Josef
Talmej Josef (hebrejsky תַּלְמֵי יוֹסֵף, doslova „Josefovy brázdy“, v oficiálním přepisu do angličtiny Talme Yosef, přepisováno též Talmei Yosef) je vesnice typu mošav v Izraeli, v Jižním distriktu, v Oblastní radě Eškol.

## Geografie
Leží v nadmořské výšce 94 metrů na severozápadním okraji pouště Negev; v oblasti která byla od 2. poloviny 20. století intenzivně zúrodňována a zavlažována a ztratila charakter pouštní krajiny. Jde o zemědělsky obdělávaný pás přiléhající k pásmu Gazy a navazující na pobřežní nížinu. Jižně od tohoto sídelního pásu ovšem ostře začíná zcela aridní oblast pouštního typu zvaná Cholot Chaluca.
Obec se nachází 18 kilometrů od břehu Středozemního moře, cca 102 kilometrů jihojihozápadně od centra Tel Avivu, cca 101 kilometrů jihozápadně od historického jádra Jeruzalému a 40 kilometrů západně od města Beerševa. Talmej Josef obývají Židé, přičemž osídlení v tomto regionu je etnicky převážně židovské. 5 kilometrů severozápadním směrem ale začíná pásmo Gazy s početnou arabskou (palestinskou) populací. 8 kilometrů na západ leží izraelsko-egyptská hranice.
Talmej Josef je na dopravní síť napojen pomocí místních komunikací, které ústí do lokální silnice 232.

## Dějiny
Talmej Josef byl založen v roce 1982. Leží v kompaktním bloku zemědělských vesnic Chevel Šalom, do kterého spadají obce Avšalom, Dekel, Cholit, Jated, Jevul, Kerem Šalom, Pri Gan, Sdej Avraham, Sufa a Talmej Josef. Původně tato obec vznikla už roku 1978 na Sinajském poloostrově jako jedna z izraelských osad, které tam byly zřizovány během izraelské kontroly tohoto egyptského území po roce 1967. Jejími zakladateli byla skupina Židů z anglicky mluvících zemí a Jihoafrické republiky. Stála nedaleko od města Jamit. Tato původní sinajská osada Talmej Josef byla ale vystěhována v důsledku podpisu egyptsko-izraelské mírové smlouvy, kdy Izrael území Sinaje vrátil Egyptu. Mošav pak byl znovu postaven roku 1982 v nynější lokalitě.
Místní ekonomika je založena na zemědělství (skleníkové pěstování květin). V obci fungují sportovní areály a synagoga.
Vesnice je pojmenována podle Josefa Weitze, předáka Židovského národního fondu.

## Demografie
Obyvatelstvo mošavu je sekulární. Podle údajů z roku 2014 tvořili naprostou většinu obyvatel v Talmej Josef Židé (včetně statistické kategorie "ostatní", která zahrnuje nearabské obyvatele židovského původu ale bez formální příslušnosti k židovskému náboženství).
Jde o menší obec vesnického typu s dlouhodobě mírně rostoucí populací. K 31. prosinci 2014 zde žilo 303 lidí. Během roku 2014 populace stoupla o 5,9 %.
| Rok            | 1983 | 1995 | 2001 | 2003 | 2004 | 2005 | 2006 | 2007 | 2008 | 2009 | 2010 | 2011 | 2012 | 2013 | 2014 |
| -------------- | ---- | ---- | ---- | ---- | ---- | ---- | ---- | ---- | ---- | ---- | ---- | ---- | ---- | ---- | ---- |
| Počet obyvatel | 127  | 233  | 183  | 188  | 179  | 179  | 178  | 204  | 216  | 243  | 259  | 280  | 283  | 286  | 303  |